# Étienne-Michel Faillon
Étienne-Michel Faillon, né le 29 décembre 1799 à Tarascon et mort le 25 octobre 1870 à Paris, est un historien, un prêtre sulpicien et un professeur français. Il est connu pour ses biographies originales de Jeanne Mance, Jeanne Le Ber, Marguerite Bourgeoys et Marie-Marguerite d'Youville.

## Biographie
Né à Tarascon, dans les Bouches-du-Rhône, il étudie au lycée d'Avignon avant de se rendre au séminaire des sulpiciens à Paris. Après son ordination en 1824, il séjourne à Issy-les-Moulineaux, où il rencontre les supérieurs Joseph-Alexandre Baile, Joseph-Vincent Quiblier et Pierre-Louis Billaudèle.
Professeur de théologie dogmatique à Lyon, il enseigne l'histoire et la patrologie à Paris à partir de 1829. L'année 1837 le voit devenir directeur du noviciat dit de la Solitude. Ses écrits sur Jean-Jacques Olier inspireront plus tard René-François Rohrbacher ; Louis Veuillot se dit alors étonné par les recherches de Faillon.
Faillon voyage à trois reprises au Canada : 1849-1850 ; 1854-1855 et 1857-1862. Il étudie la place occupée par les sulpiciens et la communauté de Notre-Dame de Montréal avant le début du régime britannique. Chercheur déterminé, il perçoit son œuvre comme une forme d'apostolat pour ranimer l'esprit de la communauté de Montréal.
Son œuvre majeure est son Histoire de la colonie française au Canada, publié en 1865. Pour la compléter, il visita de nombreuses bibliothèques en France et au Royaume-Uni. Trente volumes de documentation ont été réunis en dix pour achever ce monumental ouvrage, qui inspira plusieurs générations de futurs historiens. En  comptabilisant ses écrits, il aura écrit plus de quatre mille pages sur l'histoire du Canada.
L'abbé rédige aussi des règlements pour les communautés et fait installer une statue de Notre-Dame de Pitié à laquelle on attribue bientôt des suintements d'huile précieuse. Adam-Charles-Gustave Desmazures, qui écrivit la vie de l'abbé Faillon, a relaté cet événement.
Étienne-Michel Faillon croyait très fermement à la providence, et cela est très présent dans ses écrits. Survivant de la révolution de 1830 et de la révolution de 1848, il n'hésitait pas à voir un appel à la sanctification dans les événements les plus malheureux de la vie. Cependant, il attribuait aussi des causes profanes à des événements tout aussi profanes, par exemple pour expliquer les difficultés financières de la colonie.
En 1870, alors que Paris est assiégée, il est à son chevet de mourant, répétant souvent la phrase « ils ne nous ôteront pas Jésus-Christ ». Décédé le 25 octobre, son œuvre aura été une véritable littérature d'édification, chère au Canada, selon les termes employés par Serge Gagnon.

## Ouvrages publiés
- Vie de M. de Lantages, premier supérieur du séminaire de Notre-Dame du Puy, 1820
- Vie de M. Démia, instituteur des sœurs de S. Charles, 1829
- Directoire des associées du catéchisme de persévérance de Saint-Sulpice, 1830
- Histoire des catéchismes de Saint-Sulpice, 1831
- Méthode de Saint-Sulpice dans la direction des catéchismes, 1832
- Monuments de l'église de Sainte-Marthe à Tarascon département des Bouches-du-Rhône avec un essai sur l'apostolat de sainte Marthe et des autres saints tutélaires de Provence, 1835[1]
- Vie de M. Olier, fondateur du séminaire de S. Sulpice accompagnée de notices sur un grand nombre de personnages contemporains, 1841
- Monuments inédits sur l'apostolat de sainte Marie-Madeleine en Provence et sur les autres apôtres de cette contrée, saint Lazare, saint Maximin, sainte Marthe et les saintes Maries Jacobé et Salomé, par l’auteur de la dernière Vie de M. Olier, Paris, Migne, 1848, 2 vol. : t. 1, t. 2.
- Vie de Mme d’Youville, fondatrice des Sœurs de la Charité de Villemarie dans l’île de Montréal, en Canada, 1852
- Vie de la sœur Bourgeoys, fondatrice de la Congrégation de Notre-Dame de Villemarie en Canada, suivie de l’histoire de cet institut jusqu’à ce jour, 1853
- Mémoires particuliers pour servir à l’histoire de l’Église de l’Amérique du Nord, 1854 : t. 2, 1853
- Vie de Mlle Mance et histoire de l’Hôtel-Dieu de Villemarie dans l’île de Montréal, en Canada, 1854
- L’héroïne chrétienne du Canada ou vie de Mlle Le Ber, 1860
- Histoire de la colonie française au Canada, 1865
  - L'exploit de Dollard, récit de l'héroïque fait d'armes du Long-Sault d'après les relations du temps, Montréal, Bibliothèque de l'Action française, 1920, 31 p. — Tiré à part des p. 391-417
- Vie intérieure de la Très-Sainte Vierge, 1866

### Textes en ligne
- Site openlibrary.org